# Janez Zakošek
Janez (Johnny) Zakošek, slovenski bas kitarist, * 1982, Ljubljana.

## Življenjepis
Odraščal je večinoma v Celju, kjer se je najprej učil igrati klavir, pri 12 letih pa je začel igrati bas kitaro v Glasbeni šoli Žalec in končal srednjo stopnjo za kontrabas na Glasbeni šoli Celje.
Prvič je vzbudil pozornost, ko je začel zastopati proizvajalca kitar Fender na predstavitvah po Sloveniji. Od takrat je snemal za bande kot so Wellblott in Legalo Kriminalo, od leta 2003 pa je basist pri Peru Lovšinu. Poleg rokerske kariere je član big banda »Extra Band« Glasbene šole Celje, občasno pa sodeluje tudi z drugimi glasbeniki na raznih projektih doma in v tujini.